# TuS Komet Arsten
TuS Komet Arsten is een Duitse sportvereniging uit de stad Bremen. De vereniging heeft afdelingen voor voetbal, handbal, badminton, basketbal, volleybal, hondensport, atletiek, taekwondo, dansen, tafeltennis en turnen. De vereniging uit het zuiden van Bremen (stadwijk Obervieland) heeft in 2019 circa 2300 leden.

## Geschiedenis VfB Komet 1896
In 1896 fusioneerden de voetbalclubs Germania en Brema en zo ontstond Komet von 1896. Deze club fusioneerde in 1919 met VfB von 1901 en werd zo VfB Komet von 1896. In 1971 volgde een nieuwe fusie met VfR 1913 Bremen tot Sportclub Rot-Weiß Bremen. In 1978 nam de club opnieuw de naam VfB Komet 1896 aan. In 2007 fuseerde de club met TuS Arsten tot TuS Komet Arsten.

## Geschiedenis TuS Arsten
De vereniging werd in 1901 opgericht als Pyramide en Akrobaten Club Frisch Auf Arsten. Twee jaar later werd de naam gewijzigd in Arbeiter Turnverein Jahn Arsten. In 1919 werd de voetbalafdeling opgericht die in 1922 -in het kader van de "Reinlichen Scheidung"- als SV Einigkeit Arsten-Habenhausen zelfstandig werd. Als gevolg van de machtsovername van de nationaalsocialisten moest de voetbalclub zich in 1933 opheffen. Het grootste deel van de leden sloot zich bij het in 1911 opgerichte TV Weserstrand aan. Die club wijzigde in 1935 haar naam in TuS Arsten.

## Eindklasseringen vanaf 2008
| Seizoen | Competitie         | Niveau | Eindstand | DFB Pokal | Opmerking                                                                   |
| ------- | ------------------ | ------ | --------- | --------- | --------------------------------------------------------------------------- |
| 2007/08 | Landesliga Bremen  | VI     | 11        | --        |                                                                             |
| 2008/09 | Landesliga Bremen  | VI     | 15        | --        |                                                                             |
| 2009/10 | Bezirksliga Bremen | VII    | 6         | --        |                                                                             |
| 2010/11 | Bezirksliga Bremen | VII    | 9         | --        |                                                                             |
| 2011/12 | Bezirksliga Bremen | VII    | 5         | --        |                                                                             |
| 2012/13 | Bezirksliga Bremen | VII    | 11        | --        |                                                                             |
| 2013/14 | Bezirksliga Bremen | VII    | 3         | --        |                                                                             |
| 2014/15 | Bezirksliga Bremen | VII    | 6         | --        |                                                                             |
| 2015/16 | Bezirksliga Bremen | VII    | 2         | --        |                                                                             |
| 2016/17 | Landesliga Bremen  | VI     | 6         | --        |                                                                             |
| 2017/18 | Landesliga Bremen  | VI     | 7         | --        |                                                                             |
| 2018/19 | Landesliga Bremen  | VI     | 4         | --        |                                                                             |
| 2019/20 | Landesliga Bremen  | VI     | 3         | --        | competitie afgebroken i.v.m. coronapandemie                                 |
| 2020/21 | Bremen-Liga        | V      | --        | --        | competitie afgebroken i.v.m. coronapandemie. Er wordt geen stand opgemaakt. |
| 2021/22 | Bremen-Liga        | V      | 12        | --        |                                                                             |
| 2022/23 | Bremen-Liga        | V      | 14        | --        |                                                                             |
| 2023/24 | Bremen-Liga        | V      | 16        | --        |                                                                             |
| 2024/25 | Landesliga Bremen  | VI     | 8         |           |                                                                             |
| 2025/26 | Landesliga Bremen  | VI     | .         |           |                                                                             |